# هاتبرد ۱۳ سی
هاتبرد ۱۳ سی (انگلیسی: Hot Bird 13C) نوعی‌‌ماهواره مخابراتی پرتاب شده توسط یوتل‌ست بود که عملیات اجرایی آن در سال۲۰۰۸ میلادی برروی آریان ۵ انجام‌شد طراحی داخلی این  سامانه‌را پژوهشگاه آستریوم برعهده‌داشت.